# Sphegina clunipes
Sphegina clunipes là một loài ruồi trong họ Ruồi giả ong (Syrphidae). Loài này được Fallén mô tả khoa học đầu tiên năm 1816. Sphegina clunipes phân bố ở vùng Cổ Bắc giới